# Čemernica (Fojnica, BiH)
Čemernica je naseljeno mjesto u općini Fojnica, Federacija Bosne i Hercegovine, BiH.

## Stanovništvo

### 1991.
Nacionalni sastav stanovništva 1991. godine, bio je sljedeći:
ukupno: 176
- Muslimani - 173
- Jugoslaveni - 2
- ostali, neopredijeljeni i nepoznato - 1

### 2013.
Nacionalni sastav stanovništva 2013. godine, bio je sljedeći:
ukupno: 161
- Bošnjaci - 157
- ostali, neopredijeljeni i nepoznato - 4

## Gospodarstvo
U Čemernici su nekada bili rudnici srebra i žive.

## Vanjske poveznice
- Satelitska snimka  Arhivirana inačica izvorne stranice od 23. ožujka 2021. (Wayback Machine)